# Alexis Rojas
José Alexis Rojas Díaz (Bogotá, 9 de agosto de 1972) es un exciclista colombiano de ruta, profesional entre los años 1995 al 2008.

## Palmarés
1995
- Clásica Alcaldía de Pasca, Colombia

1998
- 2 etapas de la Vuelta a Costa Rica

2000
- Vuelta Higuito

2001
- Clásica de Fusagasugá
- 1 etapa de la Vuelta a Chiriquí

2002
- 2 etapas de la Vuelta Independencia Nacional
- 1 etapa en la Vuelta a Colombia
- 1 etapa de la Doble Copacabana Grand Prix Fides

2003
- 1 etapa de la Clásica de Fusagasugá, Colombia
- 1 etapa de la Vuelta a Antioquia

2004
- Vuelta al Tolima, más 1 etapa[1]

## Equipos
- Manzana Postóbon (Aficionado) (1994-1995)
- Manzana Postóbon (1996)
- Petróleos de Colombia - Energía Pura (1998)
- Aguardiente Cristal - Chec (1999)
- Canel's Turbo (2000)
- Cantanhede - Marques de Marialva (2000)
- Aguardiente Nectar (2001)
- Maestro - Nella (2003)
- Tecos de la Universidad Autónoma de Guadalajara (2005)
- Colombia es Pasión Team (2007)